# Chicago House Wrecking Company
Chicago House Wrecking Company war ein US-amerikanischer Hersteller von Häusern und Automobilen.

## Unternehmensgeschichte
Das Unternehmen wurde 1883 in Chicago in Illinois gegründet. Hauptsächlich stellte es Häuser her. 1910 entstanden außerdem einige Automobile, die als Harris vermarktet wurden.
1913 wurde daraus Harris Brothers.

## Fahrzeuge
Im Angebot stand nur ein Modell. Es hatte einen luftgekühlten Zweizylinder-Viertaktmotor. Er leistete 12 PS. Er war unter dem Sitz montiert und trieb über ein Planetengetriebe und eine Kardanwelle die Hinterachse an. Das Fahrgestell hatte 188 cm Radstand. Der Aufbau war ein einfacher Runabout mit zwei Sitzen. Zur Wahl standen Ausführungen als Model C mit Vollgummireifen und Model D mit Luftreifen. Der Neupreis betrug 395 US-Dollar.
Mit der senkrechten Spritzwand an der Fahrzeugfront und dem Lenkhebel wirkte das Fahrzeug altmodisch.